# Heinfried Engel
Heinfried Engel (ur. 8 lipca 1947 w Haigerze) – niemiecki lekkoatleta specjalizujący się w skoku o tyczce, uczestnik letnich igrzysk olimpijskich w Meksyku (1968). W czasie swojej kariery reprezentował Republikę Federalną Niemiec.

## Sukcesy sportowe
- czterokrotny medalista mistrzostw Niemiec w skoku o tyczce – złoty (1969), dwukrotnie srebrny (1967, 1968) oraz brązowy (1970)[1]
- sześciokrotny medalista halowych mistrzostw Niemiec w skoku o tyczce – dwukrotnie złoty (1969, 1970), trzykrotnie srebrny (1967, 1971, 1972) oraz brązowy (1966)[2]

| Rok  | Miasto   | Zawody                        | Konkurencja   | Wynik         |
| ---- | -------- | ----------------------------- | ------------- | ------------- |
| 1966 | Odessa   | Europejskie igrzyska juniorów | skok o tyczce | srebrny medal |
| 1967 | Praga    | Europejskie igrzyska halowe   | skok o tyczce | 5. miejsce    |
| 1967 | Tokio    | Uniwersjada                   | skok o tyczce | złoty medal   |
| 1968 | Meksyk   | Igrzyska olimpijskie          | skok o tyczce | 8. miejsce    |
| 1970 | Wiedeń   | Halowe mistrzostwa Europy     | skok o tyczce | 5. miejsce    |
| 1970 | Turyn    | Uniwersjada                   | skok o tyczce | 4. miejsce    |
| 1971 | Sofia    | Halowe mistrzostwa Europy     | skok o tyczce | 4. miejsce    |
| 1971 | Helsinki | Mistrzostwa Europy            | skok o tyczce | 8. miejsce    |
| 1972 | Grenoble | Halowe mistrzostwa Europy     | skok o tyczce | 7. miejsce    |

## Rekordy życiowe
- skok o tyczce – 5,21 – Moguncja 19/07/1970
- skok o tyczce (hala) – 5,10 – Sofia 14/03/1971